# The Black Hole Understands
The Black Hole Understands è il settimo album in studio del gruppo musicale statunitense Cloud Nothings, pubblicato nel 2020.

## Tracce
1. Story That I Live – 3:09
2. The Sound of Everyone – 3:21
3. An Average World – 2:33
4. A Weird Interaction – 3:05
5. Tall Gray Structure – 2:16
6. A Silent Reaction – 3:54
7. The Mess Is Permanent – 3:40
8. Right on the Edge – 2:45
9. Memory of Regret – 2:46
10. The Black Hole Understands – 2:40